# اس ۲۰۰۳/جی ۱۹
اس ۲۰۰۳/جی ۱۹ (به انگلیسی: S/2003 J 19) یک ماه طبیعی نامنظم مشتری است که توسط گروهی از اخترشناسان به رهبری برت جیمز گلدمن در سال ۲۰۰۳ کشف شد.
اس/۲۰۰۳ جی ۱۹ قطری حدود ۲ کیلومتر دارد و فاصله متوسط آن از مشتری ۲۲٬۷۰۹ میلی‌متر است که در ۶۹۹.۱۲۵ روز به دور مشتری می‌چرخد. انحراف آن نسبت به دایره‌البروج ۱۶۵ درجه (۱۶۴ درجه نسبت به استوای مشتری) است و مدار آن خروج از مرکزی برابر ۰.۱۹۶۱ است.
این ماه به گروه کارمه تعلق دارد.